# Gouaux
Gouaux é uma comuna francesa na região administrativa de Occitânia, no departamento dos Altos Pirenéus. Estende-se por uma área de 6,02 km². Em 2010 a comuna tinha 55 habitantes (densidade: 9,1 hab./km²).